# Kolosstadion (Kovalivka)
Het Kolosstadion (Oekraïens: Колос) is een multifunctioneel stadion in Kovalivka, een plaats in Oekraïne.
Dit stadion werd gebouwd op de plek van een ouder stadion. Het stadion werd geopend in 2014. Het stadion wordt vooral gebruikt voor voetbalwedstrijden, de voetbalclub FK Kolos Kovalivka maakt gebruik van dit stadion. Op 2 september 2020 werd het stadion heropend naar grondige renovaties. Door deze renovaties werd het stadion geschikt om internationale wedstrijden te kunnen huisvesten.
In het stadion is plaats voor 5.000 toeschouwers.